# Big (Film)
Big ist ein US-amerikanischer Spielfilm der Regisseurin Penny Marshall aus dem Jahr 1988. Die Fantasy-Komödie entstand nach einer Idee von Anne Spielberg und Gary Ross nach deren gleichnamigem Fernsehspiel. Erzählt wird die Geschichte eines Zwölfjährigen (gespielt von David Moscow), dem durch einen Zoltar-Jahrmarktsautomaten der Wunsch erfüllt wird, über Nacht erwachsen (englisch big) zu werden. Das „Kind im Manne“ (Tom Hanks) wird aber vom Großteil seines Umfelds nicht mehr wiedererkannt. Mit Hilfe eines Freundes (Jared Rushton) versucht sich die Hauptfigur in der komplizierten Erwachsenenwelt zurechtzufinden und macht kurzzeitig Karriere in der New Yorker Yuppie-Welt. Der seinerzeit von Publikum als auch Kritikern geschätzte Film, von den Gesellschaften Gracie Films und 20th Century Fox produziert, verschaffte Tom Hanks den Durchbruch als Filmschauspieler.

## Handlung
Der zwölfjährige Josh aus Cliffside Park, New Jersey, ist in die blonde Cynthia verliebt. Auf dem Jahrmarkt überwindet er seine Schüchternheit und spricht sie an, wobei er sich besonders lässig gibt, indem er erzählt, eine besondere Looping-Bahn bereits mehrfach gefahren zu sein. Doch Josh wird vor Cynthia und ihrem älteren Freund gedemütigt, da er augenscheinlich zu klein ist, um mit dieser Looping-Bahn fahren zu dürfen. Enttäuscht und frustriert schlendert er über den Jahrmarkt, bis er vor einem alten Wahrsageautomaten mit dem Namen Zoltar Speaks steht. Er wirft eine Vierteldollarmünze ein und wünscht sich, groß zu sein (englisch Big). Als er am anderen Morgen in seinem Bett erwacht, ist er ein erwachsener Mann im Alter von etwa 30 Jahren. Er versucht, seiner Mutter zu erklären, wer er ist, doch diese hält ihn für einen Einbrecher, der ihren Sohn entführt hat, und geht mit einem Küchenmesser auf ihn los.
Auch Joshs bester Freund Billy kann erst nicht glauben, dass Josh nun ein erwachsener Mann ist. Nachdem er überzeugt ist, hilft er Josh, indem er Geld und Kleidung besorgt und ihn in einer Absteige in New York City unterbringt. Am nächsten Tag versuchen sie, den Standort der Zoltar-Maschine herauszufinden, um Josh zurückzuverwandeln. Da diese nicht auffindbar ist, wenden sie sich an die städtische Verwaltung, um alle Informationen über Jahrmärkte herauszufinden. Doch die Beschaffung dieser Informationen kann vier bis sechs Wochen oder noch länger dauern und Billys Geld wird nicht so lange ausreichen, sodass Josh gezwungen ist, sich einen Job zu beschaffen. In der Zeitung finden sie eine Jobanzeige für einen Sachbearbeiter bei MacMillan Spielzeug und Josh erhält nach erfolgreicher Bewerbung den Job. Durch Zufall trifft er einige Tage später in Manhattans Fifth Avenue den Firmenchef MacMillan im FAO Schwarz, dem ältesten Spielzeughaus Nordamerikas. MacMillan ist begeistert von Joshs kindlich naiver Art und dessen Enthusiasmus für Spielzeug. Nachdem beide auf dem großen Fußbodenklavier die Lieder Heart and Soul und Chopsticks gespielt haben, befördert MacMillan Josh zum Vizepräsidenten für den Bereich Produktentwicklung, sodass Josh den ganzen Tag spielen kann und dafür auch noch bezahlt wird. Sein höheres Einkommen ermöglicht es ihm nun, eine größere Wohnung zu beziehen, welche er wie ein Kinderzimmer einrichtet.
Josh nimmt an einem Meeting teil, wo ein neues Spielzeug präsentiert wird. Dabei ist er anscheinend der Einzige, der sich über den Sinn des neuen Spielzeugs Gedanken macht. Paul Davenports Präsentation über die Neuausrichtung am Spielzeugmarkt gegenüber den Gobots und den Transformers zeigt einen Kampfroboter, der sich in ein Hochhaus verwandeln kann. Josh allerdings wünscht sich etwas Spannenderes, beispielsweise einen Dinosaurier oder eine Spinne, und hat die Stimmen der Belegschaft sofort auf seiner Seite, während Pauls Vorschlag verworfen wird. Dies macht Josh in Pauls Augen zum Konkurrenten, der ausgeschaltet werden muss. Paul setzt seine Geliebte, die junge, ehrgeizige und aufstrebende Susan Lawrence, auf Josh an, um dessen Pläne herauszufinden. Doch Susan entdeckt das freundliche und kindliche Gemüt Joshs und ist zunächst verwirrt. Erst als er von ihr verlangt, auch Spaß zu haben, gibt sie ihre starre Haltung auf und verliebt sich in ihn.
Sie ermutigt ihn, seine Spielzeug-Affinität zu nutzen und in die Firma einzubringen, um neues Spielzeug zu erfinden, welches dem Unternehmen hohe Gewinne einbringen könnte und Spaß brächte. Doch als Josh erkennt, welchen Arbeits- und Finanzaufwand ein solches Projekt bedeutet, zweifelt er daran, dies alleine zu schaffen. Erst durch Susans Zureden entwickelt er einen digitalen Comic, der je nach Nutzeranwendung mehrere unterschiedliche Geschichten aufbereiten kann. Doch die viele Arbeit führt dazu, dass Josh sein ursprüngliches Ziel, die Zoltar-Maschine zu finden und wieder Kind zu werden, aus den Augen verliert. Dabei vernachlässigt er sogar seinen besten Freund Billy. Dieser hat es jedoch nicht vergessen und versucht permanent, Kontakt zu Josh aufzubauen, was ihm allerdings nicht immer gelingt. Als Billy schließlich von der städtischen Verwaltung den momentanen Aufenthaltsort des Zoltar-Automaten erfährt, reist er nach New York, knallt Josh frustriert die Papiere auf den Schreibtisch und wirft ihm vor, dass er ihn nicht wiedererkenne. Josh sei kein Erwachsener, sondern immer noch ein Kind, welches gar jünger ist als Billy selbst. Enttäuscht von Joshs Wandlung reist Billy wieder ab.
Josh zweifelt indessen immer mehr, ob sein Erwachsenendasein das ist, was er sich tatsächlich wünscht. Er sieht auf dem Weg zur Arbeit spielende und unbeschwerte Kinder, während er Termindruck, Stress und jede Menge Verantwortung hat. Er wünscht sich diese Freiheit zurück und findet heraus, wo die Zoltar-Maschine steht. Während der Präsentation seines interaktiven Comics, die mit großem Wohlwollen aufgenommen wird, verlässt Josh den Raum nach wenigen Minuten. Susan merkt, dass etwas mit ihm nicht stimmt, und folgt ihm. Zuvor hatte Josh ihr gestanden, ein 13-jähriges Kind zu sein, was sie ihm nicht glaubte. Susan folgt Josh zum Hafen, wo er zur Zoltan-Maschine geht und sich wünscht, wieder klein zu sein. Susan ist enttäuscht, aber Josh erklärt ihr, dass sie bisher der einzige Grund für ihn gewesen sei, erwachsen zu bleiben, während ihm tausend Gründe einfielen, wieder ein Kind sein zu wollen. Er bittet sie, mit ihm zu kommen, doch sie will nicht wieder 13 sein – vielleicht könne er sich in zehn Jahren noch einmal melden. Nachdem sie ihn nach Hause gefahren hat und ihn wehmütig aus dem Auto steigen lässt, sieht sie, dass Josh sich in ein Kind zurückverwandelt hat, und fährt traurig davon.
Mit dem freudigen Wiedersehen vom jungen Josh und seiner Mutter endet der Film.

## Hintergrund
Regisseurin Penny Marshall hatte ursprünglich Warren Beatty für die Hauptrolle verpflichten wollen. Dieser hatte aber eine Gage von 7,5 Mio. US-Dollar verlangt. Weil Tom Hanks mit dem Dreh der Filme Schlappe Bullen beißen nicht und Punchline – Der Knalleffekt beschäftigt war, sollte er als Erstbesetzung durch Robert De Niro ersetzt werden, der allerdings das Angebot von 6 Mio. US-Dollar (anderen Angaben zufolge soll er drei Mio. verlangt haben) als zu niedrig empfand. De Niro ließ sich außerdem drei Monate Zeit, um über das Angebot nachzudenken. Hanks erhielt später erneut die Möglichkeit den Film zu drehen, allerdings für eine Gage von zwei Mio. US-Dollar. Um die Authentizität der Szenen zu gewährleisten, ließ Marshall alle Szenen mit Tom Hanks zuerst von David Moscow spielen, damit Hanks beobachten konnte, wie sich der Junge in den Szenen verhielt, um später das kindliche Verhalten besser imitieren zu können.

### Das Big-Piano

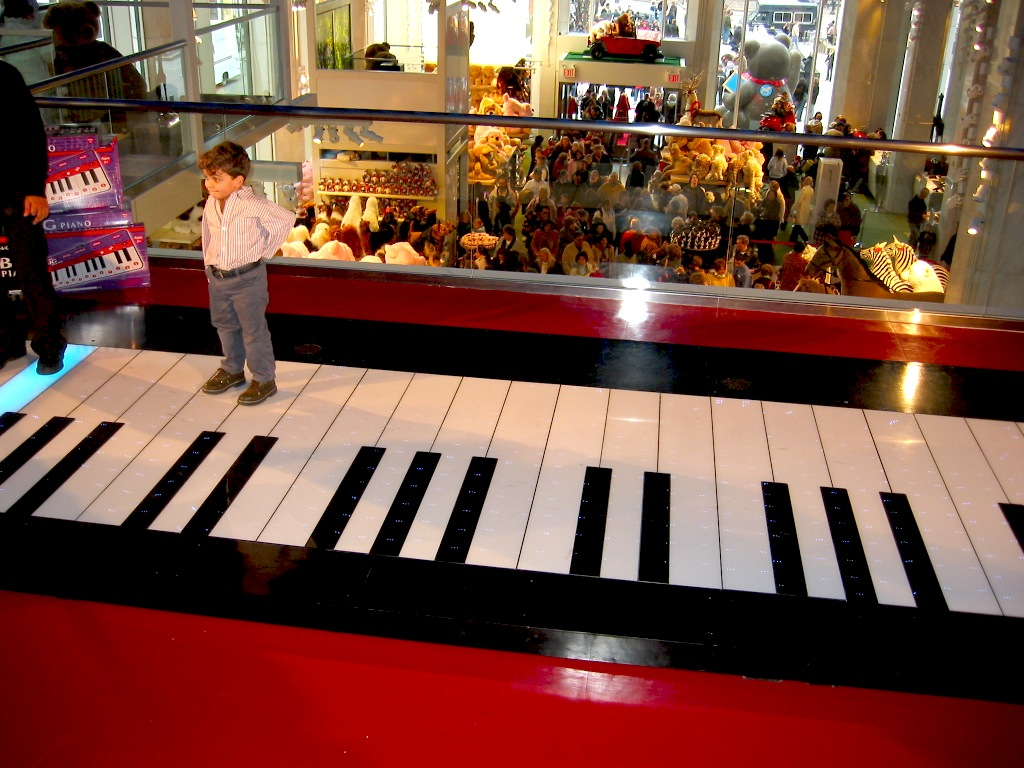
Das Bodenpiano in FAO Schwarz

Eine der berühmtesten Szenen des Films ist die Tanzeinlage von Hanks und Loggia auf dem Fußbodenklavier im Kaufhaus FAO Schwarz. Laut Aussage von Robert Loggia standen für die berühmte Piano-Szene Tanzdoubles zur Stelle, falls beide nicht in der Lage gewesen wären, die Szene synchron zu spielen. Diese Szene fand nicht nur Eingang in den Trailer des Films, sondern wurde auch häufig von der Popkultur übernommen, erwähnt und parodiert. So spielte beispielsweise Homer Simpson in der vierzehnten Folge der fünften Staffel, mit dem deutschen Titel Lisa kontra Malibu Stacy, der Simpsons ebenfalls auf einem Fußbodenklavier.
Nachdem bereits 1968 das erste Fußbodenklavier mit acht Tasten, die unterschiedliche Töne von sich gaben, entwickelt wurde, war es Remo Saraceni, der das im Film verwendete Piano 1976 entwickelte. Das Piano ist eigentlich ein Synthesizer und kostete bei Veröffentlichung des Films in der Ein-Oktaven-Version 3.500 US-Dollar und in der Drei-Oktaven-Version 15.000 US-Dollar. Nach eigenen Angaben wollte Saraceni dem Piano als konventionellem Instrument jede Ernsthaftigkeit und Strenge nehmen und es in ein verspieltes Instrument verwandeln, auf dem ein Dreijähriger genauso herumspringen kann, wie ein 90-Jähriger drüber laufen könnte.

### Motiv des Rollentausches
In Hollywood werden alle Jahre immer wieder unterschiedlichste Komödien mit dem Thema Rollentausch produziert und veröffentlicht. Die häufigsten Themen sind dabei neben dem Geschlechtertausch (Hot Chick – Verrückte Hühner) vor allen Dingen Tausch der Rollen, im Sinne von Vater und Sohn (Ich bin Du, Wie der Vater, so der Sohn), Mutter und Tochter (Freaky Friday – Ein voll verrückter Freitag, Ein ganz verrückter Freitag) oder anderen Verwandten der Familie, wie beispielsweise Großvater und Enkel (Endlich wieder 18). Ebenfalls wurden unterschiedliche Komödien über den Rollentausch zwischen Tier und Mensch gedreht (Ein Himmelhund von einem Schnüffler).
Bei Filmen, in denen der Rollentausch durch das unterschiedliche Alter ein und derselben Person gezeigt wird, werden zur Begründung des Rollentausches häufig Magie (17 Again – Back to High School, 30 über Nacht und Big) und selten Technologie (Eine verhängnisvolle Erfindung) angeführt. Ebenfalls ist der Rollentausch selten mit einer Zeitreise in die Vergangenheit (Peggy Sue hat geheiratet) oder in die Zukunft (30 über Nacht) verbunden.
Insgesamt waren zwischen 1987 und 1989 parallel zu Big mit Ich bin Du, Wie der Vater, so der Sohn, Endlich wieder 18, Eine verhängnisvolle Erfindung und Dream a Little Dream fünf weitere Filme mit demselben Grundthema erschienen. Dies führte dazu, dass einzelne Gerüchte zum Film über alternative Szenen kursierten, die allerdings lediglich Handlungsabläufe der anderen fünf Filme wiedergaben.

## Veröffentlichung und deutsche Fassung
| Figur          | Darsteller        | Deutscher Sprecher |
| -------------- | ----------------- | ------------------ |
| Josh Baskin    | Tom Hanks         | Joachim Tennstedt  |
| Susan Lawrence | Elizabeth Perkins | Susanna Bonasewicz |
| MacMillan      | Robert Loggia     | Wolfgang Völz      |
| Paul Davenport | John Heard        | Norbert Gescher    |
| Scotty Brennen | Jon Lovitz        | Ulrich Gressieker  |

Der Film kam am 3. Juni 1988 in die US-Kinos und konnte bereits am Startwochenende 8,2 Mio. US-Dollar seiner 18 Mio. US-Dollar Produktionskosten in 1132 Kinos wieder einspielen. Insgesamt kam der Film auf ein Einspielergebnis von 151,6 Mio. US-Dollar, davon allein 114,9 Mio. US-Dollar in den USA. Regisseurin Penny Marshall war damit die erste weibliche Regisseurin eines Films, der über 100 Mio. US-Dollar an den Kinokassen einspielte. Big erreichte Rang zwei als höchste Platzierung der amerikanischen Kinocharts. Zuvor hatten sich die ähnlich angesiedelten Filme Endlich wieder 18 und Wie der Vater, so der Sohn nicht am Markt durchsetzen können. Big, von 20th Century Fox auch in den Verleih gebracht, war hinter Crocodile Dundee II der zweiterfolgreichste Sommerfilm. Mit über 60 Mio. US-Dollar in den ersten sechs Wochen gelang es der Komödie sich auch vor Rambo III zu platzieren.
Seinen deutschen Kinostart feierte der Film am 29. September 1988 in Westdeutschland. Für die Ausstrahlung im deutschen Fernsehen hat die ProSiebenSat.1 Media die Rechte, weswegen der Film in den letzten Jahren abwechselnd auf ProSieben, Sat.1 und Kabel eins gezeigt wurde. Big wurde allerdings auch schon durch den Disney Channel ausgestrahlt.

## Kritik
Der Film erhielt überragend positive Kritiken, was sich auch in den Auswertungen US-amerikanischer Aggregatoren widerspiegelt. So erfasst Rotten Tomatoes fast ausschließlich wohlwollende Besprechungen und ordnet den Film dementsprechend als „Verbrieft Frisch“ ein. Laut Metacritic fallen die Bewertungen im Mittel „Grundsätzlich Wohlwollend“ aus. Der vorwiegend auf Komödien festgelegte Tom Hanks feierte mit Big sowie Punchline – Der Knalleffekt seinen Durchbruch als Schauspieler, was ihm den Weg zu ernsten Rollen ebnen sollte.

### Englischsprachige Kritik
Janet Maslin lobte in der New York Times, dass Hanks schauspielerische Leistung markant sei und er durch seine offenen Augen, seine Aufgeregtheit und seine wunderbare Arglosigkeit im Film eine Freude sei.
James Berardinelli kam 20 Jahre nach seiner Veröffentlichung ebenfalls zum Schluss, dass der Film immer noch lustig, süß und ein wenig nervös sei. Außerdem wirken die vermittelten Gefühle echt und würden nicht so krass dargestellt werden („The film is funny, sweet, and even a little edgy. It’s also emotionally honest and almost never crass“). Ebenfalls empfand er es als entspannend, dass es im Film keinen wirklichen Bösewicht gäbe („There are no true villains in the movie, which allows the plot to unfold in a natural, relaxed manner.“), dass der Film fröhlich sei und sich nicht unbedingt dummen Lachern hingäbe („Although Big is generally lighthearted, it rarely plays for stupid laughs.“)
In der Washington Post lobte Hal Hinson, dass Hanks nicht nur ideal für die Rolle sei, sondern auch, welches Potenzial ihm innewohne, und dass er ein großartiger Schauspieler sein könnte. Außerdem gefiel ihm, dass die Drehbuchautoren unterschiedliche Ebenen in den Film hineingeschrieben hätten. Da sei zum einen die Ebene, in der das Kind weg von seinen Eltern will, damit es in Ruhe spielen kann, und zum anderen die Ebene, in der Frauen sich immer wieder in das Kind im Manne verlieben könnten.
Big wurde vom American Film Institute im Jahr 2000 auf Platz der 42 der 100 Years…100 Laughs-Liste und im Juni 2008 auf Platz 10 der besten Fantasy-Filme aller Zeiten gewählt. Ebenfalls wurde der Film vom Empire-Magazin auf Platz 190 der besten 500 Filme aller Zeiten gewählt.

### Deutschsprachige Kritik
Lothar R. Rust schrieb im Jahrbuch Film 1989: „Eine herrliche Komödie, sensibel inszeniert von einer der wenigen Hollywood-Frauen, Penny Marshall. Joshs Trip in die Zukunft und der sanfte Weg zurück bringt jedwelche Déjà-Vu Momente mit Witz, Pep und liebenswertem Brio.“
Der Filmdienst nannte Big den weitaus charmantesten und durchkomponiertesten aller Rollentausch-Filme der jüngsten Zeit und lobte das komödiantische Talent seiner Regisseurin Penny Marshall. Der Film wirke „komisch und rührend zugleich“. Der Zuschauer sehe eine Welt, „die technisch zwar hochentwickelt ist, emotional aber auf dem Stand des Steinzeitalters zu verharren droht“. Die Figur von Tom Hanks werde eher kontrapunktisch gegen die Karrieresucht im Wirtschaftsleben eingesetzt, während „die Rückbesinnung auf Gefühle als erstrebenswerte Alternative zu einem rücksichtslosen „Ellenbogen-Denken“ angeboten“ werde.
Die Frankfurter Allgemeine Zeitung bemerkte, dass eine Inhaltszusammenfassung von Big „schauderhaft neckisch und gemütvoll“ klänge, tatsächlich aber Regisseurin Penny Marshall alle „Fallgruben der Sentimentalität“ geschickt umginge und gelegentlich „eine Prise Gesellschaftskritik“ in den Film einschmuggle. Gelobt wurde Hauptdarsteller Tom Hanks, der es fertig bringe, dem Zuschauer das Kind im Manne in jedem Augenblick ahnen zu lassen, ohne dabei infantil zu wirken. Gleichzeitig hätte der Film in den USA eine hitzige Debatte über das „Kind in der amerikanischen Männerwelt“ ausgelöst.

## Auszeichnungen
Der Film erhielt neun Auszeichnungen und war für elf weitere nominiert. Hauptsächlich wurden Hauptdarsteller Tom Hanks, die Drehbuchautoren Gary Ross und Anne Spielberg, sowie der Film an sich berücksichtigt. So erhielt Big unter anderem:
- zwei Nominierungen bei den Oscars 1989 für den Besten Hauptdarsteller und das Beste Originaldrehbuch.
- eine Auszeichnung für Tom Hanks als Bester Hauptdarsteller und eine Nominierung als Bester Film in der jeweiligen Kategorie Komödie oder Musical bei den Golden Globe Awards 1989.
- drei Auszeichnungen bei den Saturn Awards 1989 für Tom Hanks als Besten Hauptdarsteller, Gary Ross und Anne Spielberg für das Beste Drehbuch und Robert Loggia als Besten Nebendarsteller. Außerdem erhielt der Film drei weitere Nominierung für Jared Rushton als Besten Nachwuchsschauspieler, für Penny Marshall für die Beste Regie und als Bester Fantasyfilm.
- 1989 eine Auszeichnung als beste Komödie bei den People’s Choice Award, den es sich allerdings mit dem Film Twins – Zwillinge teilen musste.
- für Tom Hanks eine Auszeichnung als Bester Hauptdarsteller bei der Los Angeles Film Critics Association.

## Extended Cut
Am 8. Mai 2007 veröffentlichte 20th Century Fox die Extended Version von Big, welche um 26 Minuten länger ist, auf DVD. Die Blu-ray-Veröffentlichung selben Inhalts erfolgte am 12. Mai 2009. In Deutschland wurde der Extended Cut erst Anfang 2014 veröffentlicht.
Es wurden einzelne alternative Szenen eingefügt, beispielsweise wo Josh und Billy im Rohr hocken oder auf den Bus nach New York City warten. Mehrere Szenen wurden um einige Sekunden verlängert sowie um einzelne Dialogszenen ergänzt. Intensiviert wurde die Geschichte um die vermeintliche Entführung Joshs mit der Polizei, die Beziehung zwischen Paul und Susan und der Versuch Billys, im Verlauf des Films Kontakt mit Josh aufzunehmen. Weiter wurden neue Szenen gezeigt. So erfährt man, wie Josh versucht, einen Frack zu kaufen, um auf der Firmenfeier zu glänzen. Susan nimmt am Anfang des Films widerwillig an einer Geburtstagsfeier der Belegschaft teil und die Familie von Billy wird gezeigt. Joshs Vater, der vom Schauspieler Josh Clark verkörpert wird, tritt auf, dessen Szenen aus der ursprünglichen Kinoversion komplett herausgeschnitten wurden.

## Musical
Big hatte 1996 als Musical nach dem Text von Richard Maltby Jr., dem Buch von John Weidman und der Musik von David Shire erstmals im Januar in Detroit seine Uraufführung, bevor es vom 8. April bis zum 13. Oktober 1993 Aufführungen am Shubert Theater am Broadway erlebte. Es wurde von der Kritik verrissen und blieb auch recht erfolglos. Trotzdem wurde es für vier Tony Awards nominiert, erhielt eine Theatre-World-Award-Nominierung und konnte von 10 Drama Desk Award-Nominierungen sieben Auszeichnungen abräumen. Erst nachdem das Musical erneut überarbeitet worden und auf Tour gegangen war, wurde es sowohl zu einem Publikumserfolg als auch von Kritikern geschätzten Musical.
So schrieb Alvin Klein vier Jahre nach der Uraufführung in der New York Times, dass Big nicht länger als Misserfolg angesehen werden kann, denn es sei erfreulich gut.